# Cordilina de Nova Zelanda
La cordilina de Nova Zelanda (Cordyline australis) és una arbust o petit arbre  endèmic de Nova Zelanda. Pot arribar a fer fins a 8 m d'alt i les fulles són amb forma d'espases i poden fer 1 m de llarg. La seva distribució va de la latitud 34° 25′ S (illa del Nord) a la latitud 46° 30′ S (a l'illa del Sud). Creix dins un ampli marge d'hàbitats i abunda en terrenys pantanosos.
En idioma maori es coneix com a tī kōuka. Tradicionalment s'aprofita per la fibra. També creix com a planta ornamental als jardins de l'hemisferi nord incloent la gran Bretanya, on rep el nom de Torquay palm. (encara que no és una palmera).

## Bibliografia

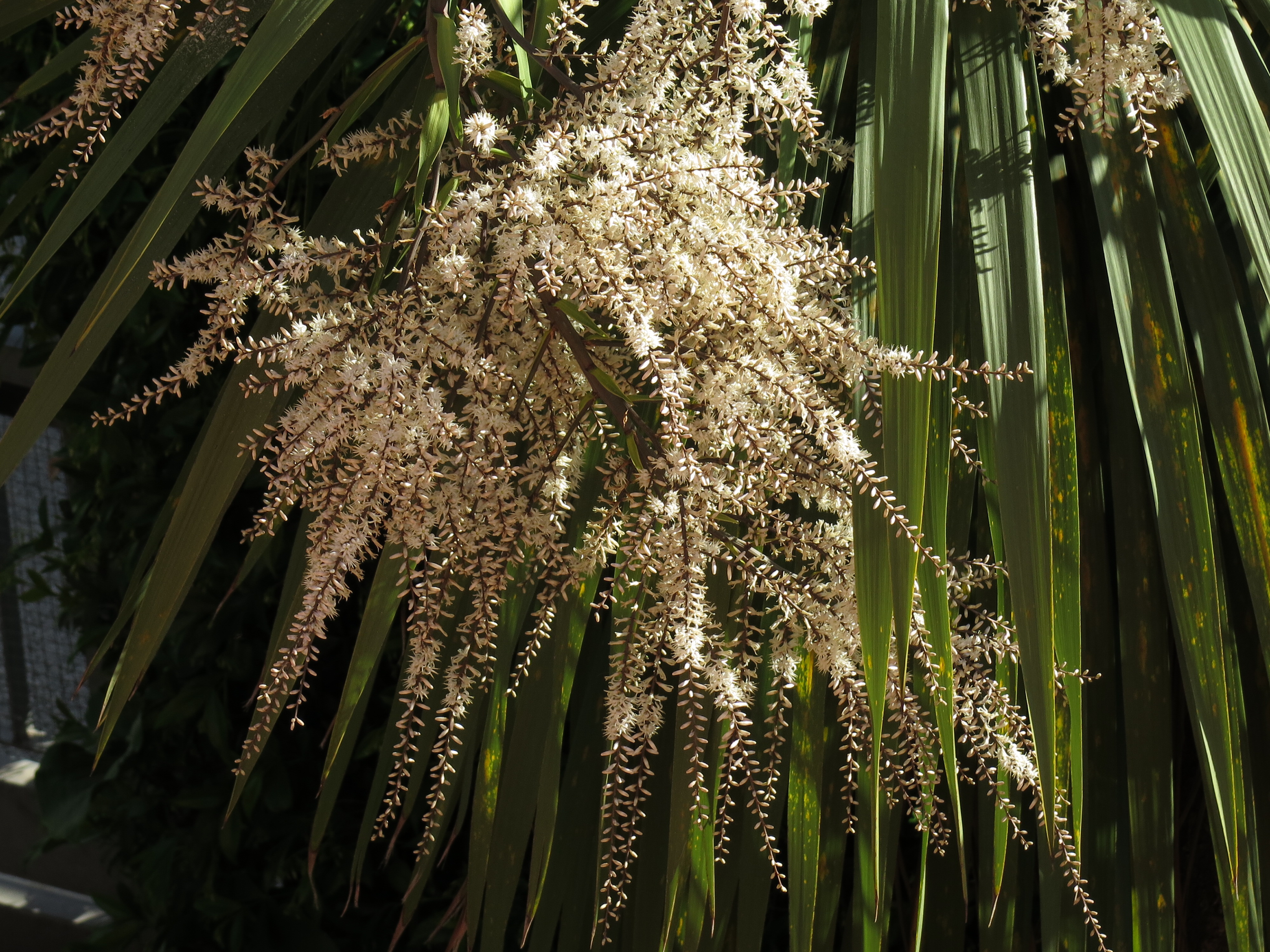
Les flors